# Rudolf Berger
Rudolf Berger (17. duben 1874 Brno – 27. února 1915 New York) byl moravský operní pěvec německé národnosti.

## Život
Narodil se v Brně v rodině ředitele továrny. Zpěv začal studovat u Adolfa Robinsona. Poté vystudoval vídeňskou konzervatoř. Svou pěveckou kariéru zahájil jano barytonista v Brně v roce 1896, současně zpíval i v Olomouci. Následujícího roku začal zpívat v berlínské dvorní opeře (Königliche Hofoper Berlin, dnes Staatsoper Unter den Linden). V roce 1901 vystoupil na Bayreuthském festivalu v rolích Amfortase a Klingsora (Parsifal) a dále v roli Gunthera (Prsten Nibelungův). Vystupoval na předních scénách ve Vídni, Praze, Londýně a Paříži.
V roce 1908 přerušil kariéru a věnoval se studiu u amerického učitele zpěvu Oscara Sängera. V roce 1909 se pak vrátil na scénu jako tenorista v Berlíně v opeře Lohengrin.
Dne 5. února 1914 debutoval v Metropolitní opeře v New Yorku v roli Siegmunda v opeře Valkýra. Do své předčasné smrti zde ztvárnil 8 rolí ve 23 představeních. Jeho jedinou ne-wagnerovskou rolí v MET byl Tamino v Mozartově opeře Kouzelná flétna.